# Sangria
La sangria és un beguda alcohòlica macerada refrescant, que no és considerada com a còctel per la International Bartenders Association, de consum típic de l'estiu, preparada a base d'un mínim del 50% de vi negre, cítrics i fruites. Es serveix molt freda o amb gel. És considerada com una de les begudes més bones que es fan al planeta, tot i que ha deixat de prendre's, quedant com una beguda típicament per turistes. Dissortadament, se n'han fet moltes de molt dolentes per acontentar turistes assedegats i incauts i, en conseqüència, ha caigut en un cert desprestigi, convertint el binomi paella i sangria en sinònim de turisme massiu i oferta de mala qualitat.

## Recomanacions
Tot i que hi ha moltes receptes, es recomana usar com a base vins de criança de gamma mitjana afruitats que usin varietats de raïm com la garnatxa, usar fruita de temporada, preferentment poma i préssec, per a la maceració, i un cop espremuts els cítrics, preferentment taronja, incloure'ls a la barreja. Com més temps deixem a la fruita macerar en el vi, més gustós és el còctel. Es recomana entre quatre i vint-i-quatre hores de maceració refredant-se a la nevera. Es pot alleugerir la beguda amb una mica de gasosa per afegir acidesa que talla el gust dolç de la fruita. Com la fruita ja conté sucres naturals, no s'hi han d'afegir, i en tot cas es pot aromatitzar amb una branqueta de canyella.

## Etimologia
L'origen de la paraula podria ser del portuguès sang, donades les qualitats medicinals de fer "bona sang", però Joan Coromines afirma que el mot prove segurament de l'Índia, del sànscrit 'çarkarā', vi ensucrat.

## Origen
Els romans preparaven begudes com el mulsum, vi barrejat amb mel i altres condiments com dàtils o altres fruits, pebre, flors, resines i herbes aromàtiques. A l'edat mitjana es va mantenir el costum, i a Catalunya apareix el piment, un vi especiat amb canyella. Durant el segle XVII van aparèixer els vins fortificats, que estaven elaborats amb alcohol afegit i sovint es consumien rebaixats.
Al segle xvii es prenia a les colònies angleses i franceses del Carib el 'sangaree', a base de vins fortificat (com Porto, Madeira o Malvasia canària), amb suc de llima o llimona, sucre, espècies i fins i tot amb pa torrat. Del Carib es va introduir a l'Amèrica continental, on va ser comú a l'època colonial americana, però va desaparèixer en gran part als Estats Units a principis del segle XX. En llengua anglesa la paraula està documentada des del 1736.
En la literatura espanyola apareix en 1788 quan Esteban de Terreros y Pando documenta el seu consum al Carib, i el mot és acceptat pel diccionari de la Reial Acadèmia Espanyola en 1803, que la defineix com a "beguda que es compon d'aigua de llimona i vi negre"

## Sangria comercial
La denominació Sangria està protegida per la Unió Europea des de 2014, i determina que els productes que es comercialitzen amb la denominació Sangria a la Unió Europea només es poden haver produït a Espanya o Portugal i han de tenir una base de vi, aromatitzada amb extractes o essències naturals de cítrics, amb o sense el suc d'aquesta fruita, i una graduació alcohòlica volumètrica real entre el 4,5% del volum i el 12% vol. Opcionalment es poden afegir espècies, diòxid de carboni, polpa o pell de cítrics, i en cap cas es poden afegir colorants, el seu color ha de provenir exclusivament de les matèries primeres utilitzades.

## Altres begudes
Si a més s'hi afegeix licor, es diu zurra o zurracapote.
L'aigua de València és una beguda a base de cava (o xampany), suc de taronja, vodka i ginebra.